# Josef Titta
Josef Václav Titta (německy Josef Wenzel Titta, 24. ledna 1863 Prosmyky u Lovosic – 10. srpna 1923 Most) byl česko-německý lékař, politik a aktivista, zakladatel a předseda organizace Deutschen Volksrates für Böhmen (Německá lidová rady pro Čechy) a bojovník za práva Českých Němců v období pozdního Rakouska-Uherska a následně vzniknuvšího Československa.

## Život

### Mládí
Narodil se jako syn pracovníka obsluhy důlního bagru. Vystudoval medicínu na německé lékařské fakultě Karlo-Ferdinandovy univerzity v Praze. Jako student se stal v roce 1881 členem bratrstva Teutonia Praha, později byl rovnež členem bratrstev Cimbria Dresden (1911), Arminia Graz (1919) a Albia Vienna (1919). Po ukončení studií roku 1889 se následně stal praktickým lékařem v Třebenicích. V dalších letech pak působil také jako okresní lékař okresu Lovosice, lékař okresní zdravotní pojišťovny v Litoměřicích a lékařský rada.

### Politická a spolková činnost
Výrazně se se zapojoval do národnostního zápasu na německo-české jazykové hranici. Byl aktivní propagátorem německého spolkového a kulturního života v této pohraniční oblasti. V roce 1889 založil pro Třebenice a okolí Deutschen Schutzverein Germania (Německý ochranný spolek Germania), dále např. školní záchranný spolek a chlapecké a dívčí vyšší odborné školy. Svou iniciativou přispěl i k založení české pobočky německého obranného spolku Deutscher Schulverein, stejně jako založení Deutschen Volksrates für Böhmen (Německá lidová rady pro Čechy) roku 1903, jejímž byl v letech 1905 až 1918 předsedou. Ta sloužila k doplnění práce a aktivity německých politických stran v českých zemích a byla považována za nejvýznamnější německou ochrannou komunitu v Rakousku-Uhersku. Mj. se stavěla skepticky k otázce řešení české autonomie. Dále se zasloužil o vznik německé sekce Landeskommission für Kinderschutz und Jugendfürsorge (Státní komise pro ochranu dětí a mládež). V letech 1905–1923 byl redaktorsky činný v německy psaných univerzitních novinách Deutschen Hochschulstimmen, později přejmenovaných na Deutschen Hochschulzeitung.

### Po vzniku Československa
V roce 1918 se stal poslancem německo-českého zemského sněmu. Pro jeho výrazně německou politickou orientaci se po konci první světové války, rozpadu Rakouska-Uherska a vzniku Československa rozhodl pro emigraci do Drážďan. Na jaře 1919 několikrát jednal s americkou mírovou přípravnou komisí ve Vídni pod vedením diplomata a pozdějšího amerického prezidenta Calvina Coolidge, aby podpořil zájmy německy mluvících komunit na česko-německé jazykové hranici. Poté, co ho pražské úřady ujistily o mořnosti bezpečného návratu, dorazil v květnu 1919 do Lovosic a posléze pak do Třebnic.
Krátce nato na něj čeští nacionalisté v jeho venkovském sídle v Třebnicích zaútočili ručním granátem. Přežil bez úhony, ale byl zatčen a uvězněn v Praze. Po několika týdnech byl pražskými úřady propuštěn. Další politické činnosti se musel vzdát a poslední roky života strávil jako venkovský lékař v Třebnicích. Jeho přání autonomie pro německé Čechy a celé Sudety se nakonec nesplnilo: smlouvou ze Saint-Germain byla většina německých obydlených oblastí přidělena novému československému státu.

### Úmrtí
Zemřel na chronickou nefritidu v nemocnici v Mostě 10. srpna 1923. Urna s jeho popelem byla uložena před hlavním oltářem v německém evangelickém kostele v Třebenicích. Tento kostel a tím i jeho hrob byly později československou vládou předány Církvi československé husitské. V roce 1959 byl kostel přeměněn na mineralogické Muzeum českého granátu a Tittova urna byla odstraněna.

### Ocenění
- Titta obdržel čestné občanství měst Litoměřice, Ústí nad Labem, Terezín, Lom u Mostu, Liběchov, Dlažkovice a Netluky.
- Byla po něm pojmenována ulice v mnichovských čtvrtích Milbertshofen a Am Hart.
- Po převedení pražské univerzity pod správu nacistického Německa v roce 1939 musela být i tamní studentská bratrstva převedena pod státní studentskou organizaci NS-Studentenbundes. Bratrstvo Teutonia pak bylo přejmenování na jméno Kameradschaft Josef Titta (Tovaryšstvo Josef Titta).

## Dílo
- Der nationale Kampf an der Trebnitzer Sprachgrenze im Jahre 1902–1912. Jahresbericht des Deutschen Vereins „Germania“
- Zur nationalen Frage (dva svazky, Třebenice, 1908)